# Districtul Tiszafüred
Tiszafüred (în maghiară Tiszafüredi járás) este un district în județul Jász-Nagykun-Szolnok, Ungaria.
Districtul are o suprafață de 417,05 km2 și o populație de 19.895 locuitori (2013).